# Ramzy al-Duhami
Ramzy al-Duhami (arabisch رمزي الدهامي, DMG Ramzī ad-Duhāmī; * 5. Januar 1972 in Riad) ist ein saudischer Springreiter.

## Karriere
Ramzy al-Duhami begann im Alter von zehn Jahren mit dem Reiten, da seine Eltern ein paar kleine arabische Pferde für ihren Hof kauften. Ein Jahr später nahm er bereits an Wettkämpfen teil. Als Ramzy zwölf Jahre alt war, schickte ihn sein Vater nach Großbritannien, um dort verstärkt zu trainieren. Bereits im Alter von 14 Jahren nahm er an seinem ersten internationalen Wettkampf in Dubai teil. Drei Jahre später durfte er mit drei weiteren saudischen Reitern unter dem US-Amerikaner Bernie Traurig trainieren. Später waren seine Trainer unter anderem auch Paul Schockemöhle, Nelson Pessoa und Stanny van Paesschen.
Ramzy al-Duhami nahm im Springreiten an insgesamt fünf Olympischen Sommerspielen (1996, 2000, 2004, 2008 und 2012) teil. Sein bestes Einzelresultat konnte er 2008 mit Rang 23 in Peking erreichen. Im Mannschaftsspringreiten 2012 konnte er mit der saudischen Mannschaft die Bronzemedaille gewinnen.